# 랜드 맥날리
랜드 맥날리 (Rand McNally)는 전자, 상업운송, 교육 시장을 위한 소프트웨어와 하드웨어를 제공하는 테크놀로지-출판물 회사이다. 시카고에 본사가 있고 유통센터는 켄터키주 리치몬드에 있다. 1856년 윌리엄 H. 랜드가 시카고에서 인쇄소를 창업하고 2년 후에 아이리쉬 이민자 앤드류 맥날리를 고용하였다. 시카고 트리뷴의 전신이었고 철도 티켓과 철도 가이드를 출판하였다. 시카고 대 화재도 불이 나서 인쇄기 두개를 미시간 호수 해변에 파뭍었다.

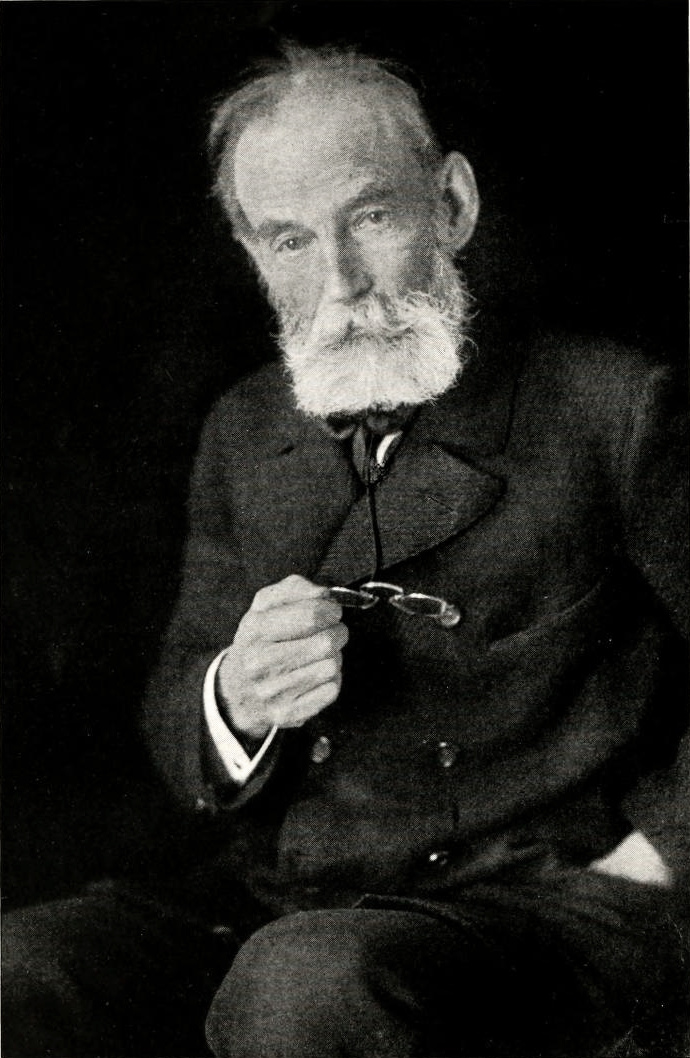
창업자 윌리엄 H. 랜드

## 참고 문헌
- "Mapping A Life's Journey: The Legacy of Andrew McNally III" by Janice A. Petterchak, privately printed by Rand McNally, 1995. OCLC 33813843
- Online digitized versions of Rand, McNally & Co's 1879 Business Atlas and 1897 Indexed Atlas of the World at DavidRumsey.com.